# Syberia III
Syberia III is een computerspel dat uitkwam op 20 april 2017, en is ontwikkeld en uitgegeven door Microïds. Het spel gaat verder met het verhaal uit de Syberia-serie, en volgt de avonturen van de Amerikaanse advocaat Kate Walker en haar reis door Europa en Rusland.
Het spel is uitgekomen voor pc, macOS, PlayStation 4, Xbox One, Android, en iOS. Het spel kwam op 20 oktober 2017 ook verkrijgbaar voor de Nintendo Switch. Naast het Engels is het spel nagesychroniseerd in het Frans, Russisch, Pools, Tsjechisch, Koreaans, Portugees, en Chinees.

## Verhaal
Na het verlaten van het eiland, bevindt Kate Walker zich op een geïmproviseerd vlot, waar ze wordt gered door de Youkol-stam. Vastbesloten om aan hun gedeelde vijanden te ontsnappen, besluit ze om de oude traditie van deze nomaden te helpen vervullen, waarbij zij hun sneeuwstruisvogels vergezellen op hun seizoensgebonden migratie.

## Ontwikkeling
Op 1 april 2009 kondigde Microïds aan dat Syberia III werd ontwikkeld, en uitgebracht zou worden voor pc en PlayStation 3 in juni 2010 als een 3D-spel. Op 17 april 2010 werd bekend dat een PlayStation 3-versie mogelijk geannuleerd zou worden vanwege problemen met Sony.
Tijdens een interview in februari 2011 vertelde bedenker Benoît Sokal dat de ontwikkeling van het spel nog niet gestart was vanwege een gebrek aan financiële middelen. Op 21 augustus 2013 ging het spel uiteindelijk in productie.
De eerste beelden waren te zien in augustus 2014, en een geplande datum werd gegeven voor 2015.

## Speciale versie
Het spel is ook uitgekomen als Collector's Edition met een figurine van hoofdpersoon Kate Walker, een stripboek over Syberia, een artbook met schetsen, een poster, en twee litho's van schetsen.